# 西古瀬川
西古瀬川（さいこせがわ）は、愛知県豊川市を流れる河川である。二級河川音羽川水系に属する。

## 地理
豊川市平尾町の駒場池に水源を発し、同市小田渕町で白川に合流する。なお、白川は同市御津町下佐脇で音羽川に合流し三河湾に注ぐ。

## 流域の施設など
- 愛知県立豊川特別支援学校
- 東海カントリークラブ
- 三河国分寺・史跡三河国分寺跡
- 三河国分尼寺跡史跡公園（史跡三河国分尼寺跡）
  - 三河天平の里資料館
- 八幡宮
- 名古屋鉄道（名鉄）名古屋本線 小田渕駅

### 橋梁
- （東名高速道路）
- 駒場橋（豊川市道丸田神田線）
- 才神橋（豊川市道平尾天神門田1号線）
- 中田橋（豊川市道平尾天神門田2号線）
- 神田橋（豊川市道平尾折地神田線）
- 番皿橋（豊川市道大池線）
- 下番皿橋（豊川市道西部区画71号線）
- 新堀橋（豊川市道西部区画67号線）
- 宮下橋（豊川市道上宿樽井線）
- 下宮下橋（豊川市道西部区画7号線）
- 上宮前橋（豊川市道西部区画3号線)
- 宮前橋（豊川市道八幡宮前本郷線）
- 筋違橋（県道5号国府馬場線・県道377号豊川片寄線・豊川市道八幡白鳥線）
- 佃2号橋（豊川市道八幡佃6号線）
- 下野橋
- （名鉄豊川線）
- 中野橋（豊川市道蔵子白鳥線）
- （県道31号東三河環状線）
- 川田橋（豊川市道白鳥穴田山桃線）：重量1.0t、幅1.5mの通行制限
- 西古瀬橋（国道1号）
- 西古瀬橋（県道496号白鳥豊橋線）
- 裏大橋（豊川市道小田渕下垂小田渕四丁目線）
- （名鉄名古屋本線）
- 荒原橋（豊川市道小田渕卯足小田渕七丁目線）